# Атласский медведь
Атласский медведь (лат. Ursus arctos crowtheri) — вымерший подвид бурого медведя, иногда считается отдельным видом. Его ареал охватывал Атласские горы и прилегающие регионы от Марокко до Ливии. Тысячи атласских медведей были убиты в качестве трофеев, также их убивали на различных спортивных состязаниях. Последняя известная особь атласского медведя была, вероятно, убита охотниками в 1870-х в горах северного Марокко, хотя сообщения о существовании атласских медведей появляются до сих пор.
Атласский медведь был тёмно-коричневого цвета, иногда с белым пятном на морде. Шерсть на нижней стороне тела была красноватой. Длина шерсти была 10—12 см. Морда и когти были короче, чем у барибала, хотя атласский медведь отличался более крепким и массивным телосложением. Предположительно, основной его рацион составляли корни, жёлуди и орехи.
Поскольку по ископаемым остаткам известно о существовании медведей в ныне опустыненных районах Сахары, предки атласских медведей, возможно, были широко распространены в северной и восточной Африке в доисторические времена. Считается единственным коренным медведем Африки.